# Jakob byggmestere
Jakob Byggmestere, även känd som Jacob Richter, död 1571, var en tysk-svensk arkitekt och konstsnickare verksam i Sverige.
Jakob byggmestere härstammade från Freiburg och anställdes 1540 av Gustav Vasa som byggmästare vid slottet Tre Kronor i Stockholm och från början av 1550-talet även vid Kalmar slott där stora delen av den inre konstnärliga utsmyckningen utfördes av honom. Från 1561 ledde han arbetet med stadens befästningar och vid byggandet av Kronobergs slott.